# Anglo-Leasing-Skandal
Der Anglo-Leasing-Skandal war ein großer Finanzskandal in Kenia, der sich unter der Regierung von Präsident Mwai Kibaki ereignete.
Beim Anglo-Leasing-Skandal verschwanden etwa 85 Millionen EUR durch nachträgliche Finanztransfers auf eine Reihe von Scheinfirmen. Dabei ging es mit 30 Mill. EUR zu einem Drittel um die Anschaffung von fälschungssicheren Personalausweisen. Nach Aussage von John Githongo, dem „Anti-Korruptions-Zar“ des Landes, kamen Teile der Gelder (am 7. Juni 2004 US-$ 4,7 Millionen) über dunkle Kanäle wieder auf die Regierungskonten zurück – offensichtlich von der fiktiven Firma Anglo Leasing über eine Zürcher Bank. Weitere Skandale wie die korrupte Anschaffung eines Kriegsschiffes – ebenfalls im Bereich der halbstaatlichen Unternehmen – kamen ans Tageslicht.
Insbesondere warf Githongo sogar Vizepräsident Moody Awori und den zurückgetretenen bzw. entlassenen Ministern David Mwiraria (Finanzen), Kiraitu Murungi (Energie) und Chris Murungaru (Sicherheit und Transport) sowie weiteren Politikern Korruption vor. Dieser Bericht wurde im Januar 2006 in den beiden großen Zeitungen des Landes (Daily Nation und Standard) veröffentlicht. Wütende Dementis und Klageandrohungen der öffentlich Genannten waren die Folge. 
Githongo erhöhte noch die Beweislast und ließ im Februar 2006 in London der BBC Tonbandmitschnitte zukommen. Auf ihnen war hörbar, wie er z. B. von Chris Murungaru bestochen werden sollte. Das brachte dem „Anti-Korruptions-Zar“ von den Betroffenen den Vorwurf ein, ein britischer Spion zu sein, der die Kibaki-Regierung stürzen wolle. Githongo wurde vom „Public Accounts Committee“ (PAC) unter der Leitung von Uhuru Kenyatta mehrere Tage in London besucht und über seine Kenntnisse in den verschiedenen Korruptionsskandalen befragt. In Kenia machte daraufhin eine neue Wortschöpfung „githongoring“ für „heimlich unwiderlegbare Beweise mitschneiden“ die Runde. 
Aufgrund der Veröffentlichung in der BBC und dem Nachdruck der Gespräche in den kenianischen Zeitungen wurden Ende Februar 2006 Vizepräsident Moody Awori und andere Minister und Staatssekretäre vorgeladen. Auch hochrangige Geschäftsleute wurden verhört und mussten ihre Pässe abgeben, so Deepak Kamani und Jimmy Wanjigi, die hinter dem Anglo-Leasing-Skandal stehen sollen. Mehrere Direktoren halbstaatlicher Organisationen wurden suspendiert. Der neue Direktor der Kenya Anti-Corruption Commission (KAAC), der Richter Aaron Ringera, empfahl dem Generalstaatsanwalt, acht Staatssekretäre und achtzehn Direktoren staatlicher Organisationen in 145 Fällen anzuklagen. Im März 2006 wurden 519 Fälle von größerer Korruption verhandelt. Die KAAC eröffnete eine eigene kleine Website (siehe: Weblinks).
Am 30. März 2006 ließ der Sprecher des Parlaments den PAC-Report, der neben Vizepräsident Awori namhafte Vertreter der Regierung der Korruption beschuldigt und seitens vieler Regierungsvertreter im Parlament unterdrückt werden sollte, zur Diskussion zu. Laut dieses Reportes ist Präsident Kibaki selbst nicht in den Skandal verwickelt, wurde aber durch Githongo frühzeitig unterrichtet. Im April 2006 erklärte die Justiz-Ministerin Martha Karua im Parlament unter „standing ovations“ von Regierungsfraktion und Opposition, dass die Regierung den PAC-Report als Grundlage für ihren Kampf gegen die Korruption in Regierung und Verwaltung angenommen habe. Dazu habe die Regierung ein interministerielles Komitee gebildet. Sie warnte allerdings auch vor Vorverurteilungen durch Presse und politische Gegner; hier habe das Gericht die Wahrheit zu finden. Und sie betonte, dass alle Korruption bereits in der Moi-Ära existiert hätte und auch diese älteren Vorfälle der Aufklärung bedürften.
Am 26. Mai 2006 ließ der Oberste Gerichtshof (High Court) unter Richter Festus Azangalala eine Klage von Ex-Minister für Sicherheit und Transport Chris Murungaru zu, Anti-Korruptionszar John Githongo, der in London im Exil lebt, vor Gericht zu laden. Githongo musste innerhalb von 45 Tagen nach Zustellung der Ladung vor Gericht erscheinen und aussagen.